# Kvívík
Kvívík (dánul: Kvivig) település Feröer Streymoy nevű szigetén. Közigazgatásilag Kvívík községhez tartozik.

## Földrajz
A sziget nyugati partján fekszik. Egy szűk öböl két partján terül el, és a Stórá patak szeli ketté.

## Történelem

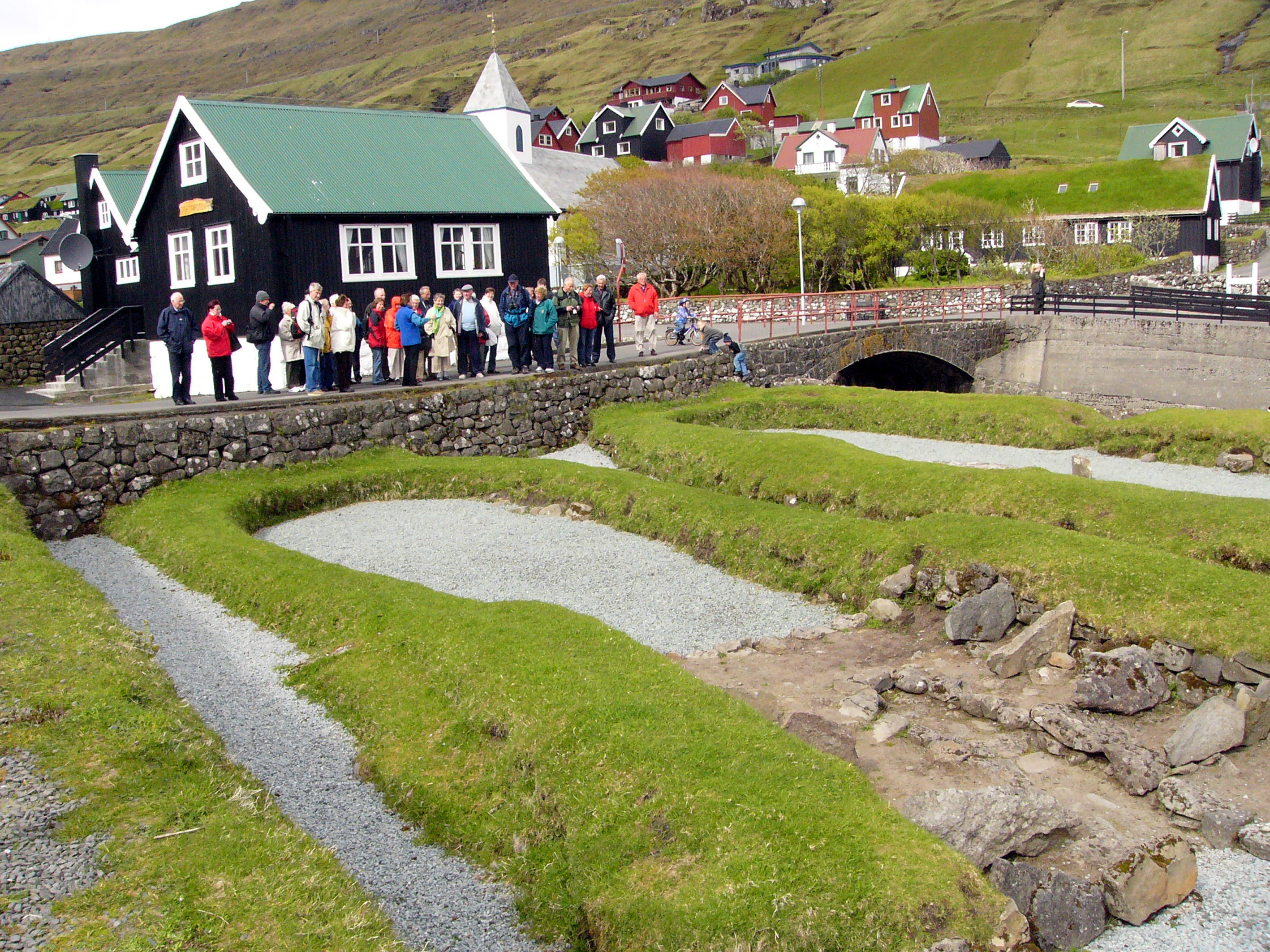
A templom és a viking település romjai

A falu az 1200 előtti évekből származik. Az 1942-es ásatások során viking kori házak maradványait tárták fel, ami azt bizonyítja, hogy Kvívík Feröer egyik legrégibb települése. Egy 21-22 méter hosszú és legszélesebb pontján 5,75 méter széles lakóház mellett egy gazdasági épületet is feltártak. A lakóházban a tűzhelyen kívül számos tárgyat (például kőtálakat és -edényeket, egy bronzcsatot, üveg- és nyers gyöngyöket, valamint egy pár cipőt) találtak a régészek. Előkerült továbbá több gyapjúmegmunkáló eszköz, illetve kő és fém halászati eszközök. Gyerekjátékokat is találtak: egy kis fa játékhajót, egy falovat és néhány nyílhegyet. A gazdasági épület pajta és tehénistálló volt egyben.

## Népesség
| Év          | Lakosság |
| ----------- | -------- |
| 1986.01.01. | 339      |
| 1991.01.01. | 365      |
| 1996.01.01. | 370      |
| 2001.01.01. | 358      |
| 2006.01.01. | 385      |

## Közlekedés
A Vestmanna és Tórshavn közötti út mentén fekszik. A települést érinti a 100-as buszjárat.